# Triglochin calcitrapa
Triglochin calcitrapa är en sältingväxtart som beskrevs av William Jackson Hooker. Triglochin calcitrapa ingår i släktet sältingar, och familjen sältingväxter. Inga underarter finns listade.